# 黑腹斯坦蛛
黑腹斯坦蛛（学名：Stemmops nigradbomenus）为球蛛科斯坦蛛属的动物。在中国大陆，分布于广西等地。该物种的模式产地在广西南宁。